# António Machava
António Machava (ur. 10 stycznia 1960 w Maputo) – mozambicki piłkarz grający na pozycji środkowego obrońcy. W swojej karierze grał w reprezentacji Mozambiku.

## Kariera klubowa
Swoją karierę piłkarską Machava rozpoczął w klubie CD Costa do Sol. W 1980 roku zadebiutował w nim i w debiutanckim sezonie wywalczył z nim dublet - mistrzostwo i Puchar Mozambiku. W 1981 roku grał w klubie Nova Alianca Maxixe, a w 1982 roku wrócił do CD Costa do Sol i występował w nim do końca swojej kariery, czyli do 1990 roku. W latach 1983 i 1988 zdobył dwa Puchary Mozambiku.

## Kariera reprezentacyjna
W 1986 roku Machava został powołany do reprezentacji Mozambiku na Puchar Narodów Afryki 1986. Na tym turnieju rozegrał jeden mecz grupowy, z Egiptem (0:2).